# Pyrausta obstipalis
Pyrausta obstipalis là một loài bướm đêm trong họ Crambidae.